# Hex Enduction Hour
Hex Enduction Hour — пятый студийный альбом группы The Fall, выпущенный лейблом Kamera 8 марта 1982 года.

## История создания
В сентябре 1981 года The Fall дали три концерта в Исландии Здесь были записаны «Look Know» и «Hip Priest» (обе с первого захода), затем «Iceland» (под звук принесенной Марком кассеты с завыванием ветра), где были переданы основные впечатления группы о посещении острова. «Что он замышляет, мы и не подозревали. Просто сказал, что ему нужна мелодия, — что-нибудь дилановское, мы набренчали нечто на фортепиано, принесли ему… и вдруг он сходу выдал текст… Это все-таки поразительно!» — вспоминал Марк Райли. Эти три записи, сделанные в Исландии, вошли в Hex Enduction Hour. Остальная часть материала записывалась в здании заброшенного кинотеатра Regal Cinema в городе Хитчин, Англия. Продюсером альбома выступил Ричард Мазда (Richard Mazda). Hex Enduction Hour вышел с граффити-слоганом на обложке: «Have a bleedin' guess» («А вот угадай!..»), который, как позже отмечалось, стал для группы программным на все времена.
В интервью, данном журналу Sounds в мае 1982 года, солист группы Марк Э. Смит рассказал, что одно время рассматривал этот альбом группы как последний и подумывал о том, чтобы бросить заниматься музыкой. Ему надоело «разъяснять позиию группы кретинам» и делить заработок между шестью музыкантами и он решил вложить в этот завершающий альбом всё накопившееся: именно поэтому «длится неслыханные для виниловой эры 60 минут и …слов в себе содержит не намного меньше, чем Библия» (Volume). Вскоре Смиту пришлось изменить своё решение: альбом получил высокие оценки критиков и впервые в истории вывел группу в чарты, продержавшись там три недели и достигнув 71-го места.

### Стиль и звучание
К 1982 году, когда вышел Hex Enduction Hour, The Fall (как писал корреспондент Village Voice) окончательно перешли в «плотную, блюзообразную область», более близкую к ранним Капитану Бифхарту или Pere Ubu времен New Picnic Time, чем к собственным первым пластинкам.
Смит говорил, что Hex Enduction Hour — «самый прямолинейный и простой альбом» группы на тот момент. «Многие решили что он напротив сложен в музыкальном отношении, что для меня явилось сюрпризом, потому что я считаю как раз наоборот… Две три вещи я написал в момент записи. Это шаг в сторону от Slates. Если бы мы продолжили линию Slates, могли бы получить грандиозный рок-саунд, но он-то нам как раз и не нравится», — говорил он в интервью 1982 года. Многие критики в своих обзорах сделали упор на мощь усиленной ритм-секции. Смит говорил по поводу барабанного тандема: «Да, параллель с Гари Глиттером и Адамом Антом мне нравится. Но вообще-то Карл <Бёрнс> здесь — для создания баланса: он очень высокотехничный музыкант, легко мог бы играть в 'техническом' бэнде, а Пол — ударник-самоучка».

## Отзывы критики
Британская и американская пресса в равной степени высоко оценила альбом. New Musical Express назвал его «шедевром», «качественным скачком», прежде всего — в музыкальном отношении.
«Он был задуман как ударная реакция на всё, что происходило вокруг, и внезапно возымел огромный успех у критиков», — писал позже Дон Уотсон (NME).
В рецензии Sounds говорилось: 

На волне непрерывного постоянного потока креативности, оставляя позади одну за другой прихоти моды и общественной фантазии, The Fall всегда шли против течения, создавая музыку исключительно собственную, фирменно Fall’овскую, музыку которая требует, чтобы её играла каждая камера сердца, обуянного духом, который невозможно сдержать. В этот час втиснута подборка песен, которые захватывают и потрясают, глубоко продуманных композиций, которые сияют ещё и благодаря изобретательной игре.— Sounds, 1982
Ричард Кук в New Musical Express назвал Hex Enduction Hour самой жестокой и бескомпромиссной пластинкой 1982 года, ударившей по «нашей ужасной социальной болезни, в основе которой — ложь, тупость и алчный эгоизм». «Чудесным образом, как раз в тот момент, когда поп окончательно запутался в своих визуальных украшениях, The Fall сделали своё сильнейшее заявление об индивидуальности в звуке», — замечал журналист.
Барни Хоскинс считал, что Марк Э. Смит «сформировал новый тип фолк-музыки: возвращение к устной традиции, которая разрослась <здесь> новым букетом уродливых черт, словно бы подсаженных к таким же грубым корням первобытного рок-н-ролла».

## Список композиций
| 1. «The Classical» (Mark E. Smith, The Fall) — 5:16 2. «Jawbone and the Air-Rifle» (Smith, The Fall) — 3:43 3. «Hip Priest» (Smith, The Fall) — 7:45 4. «Fortress» / «Deer Park» (Smith, Craig Scanlon, Marc Riley, Karl Burns) — 6:41 5. «Mere Pseud Mag. Ed.» (Smith) — 2:50 6. «Winter (Hostel-Maxi)» (Smith, Scanlon) — 4:26 | 1. «Winter, No. 2» (Smith, Scanlon) — 4:33 2. «Just Step S’ways» (Smith) — 3:22 3. «Who Makes the Nazis?» (Smith) — 4:27 4. «Iceland» (Smith, Scanlon, Riley, Steve Hanley) — 6:42 5. «And This Day» (Smith, The Fall) — 10:18 |

### Комментарии к песням
- The Classical. Строчка «Where are the obligatory niggers? / Hey there, fuckface» из первого трека альбома сыграла роковую роль[13] в судьбе неожиданного проекта 1984 года, связанного с возможным контрактом The Fall c Motown Records. Лейбл, получив от группы образцы её творчества, ответил письмом, в котором сообщал, что не видит в The Fall коммерческого потенциала[14]. «…Эти жирные коты в Лос-Анджелесе наложили вето: наверное, услышали трек в Hex Enduction Hour со строчкой про 'непременных ниггеров'»[14], — говорил Марк Э. Смит.
- And This Day. «Как если бы Sister Ray Velvet Underground исполнил The Glitter Band»'. — Volume #4. Первоначальный вариант композиции длился 25 минут, Смит отредактировал его, сократив до десяти[6].

## Участники записи
- Марк Эдвард Смит — вокал, гитара
- Craig Scanlon — гитара, вокал, фортепиано
- Marc Riley — электроорган, гитара, электрическое фортепиано
- Steve Hanley — бас-гитара, вокал
- Paul Hanley — ударные, гитара
- Karl Burns — ударные, вокал
- Kay Carroll — вокал, перкуссия